# Wincenty Raabe

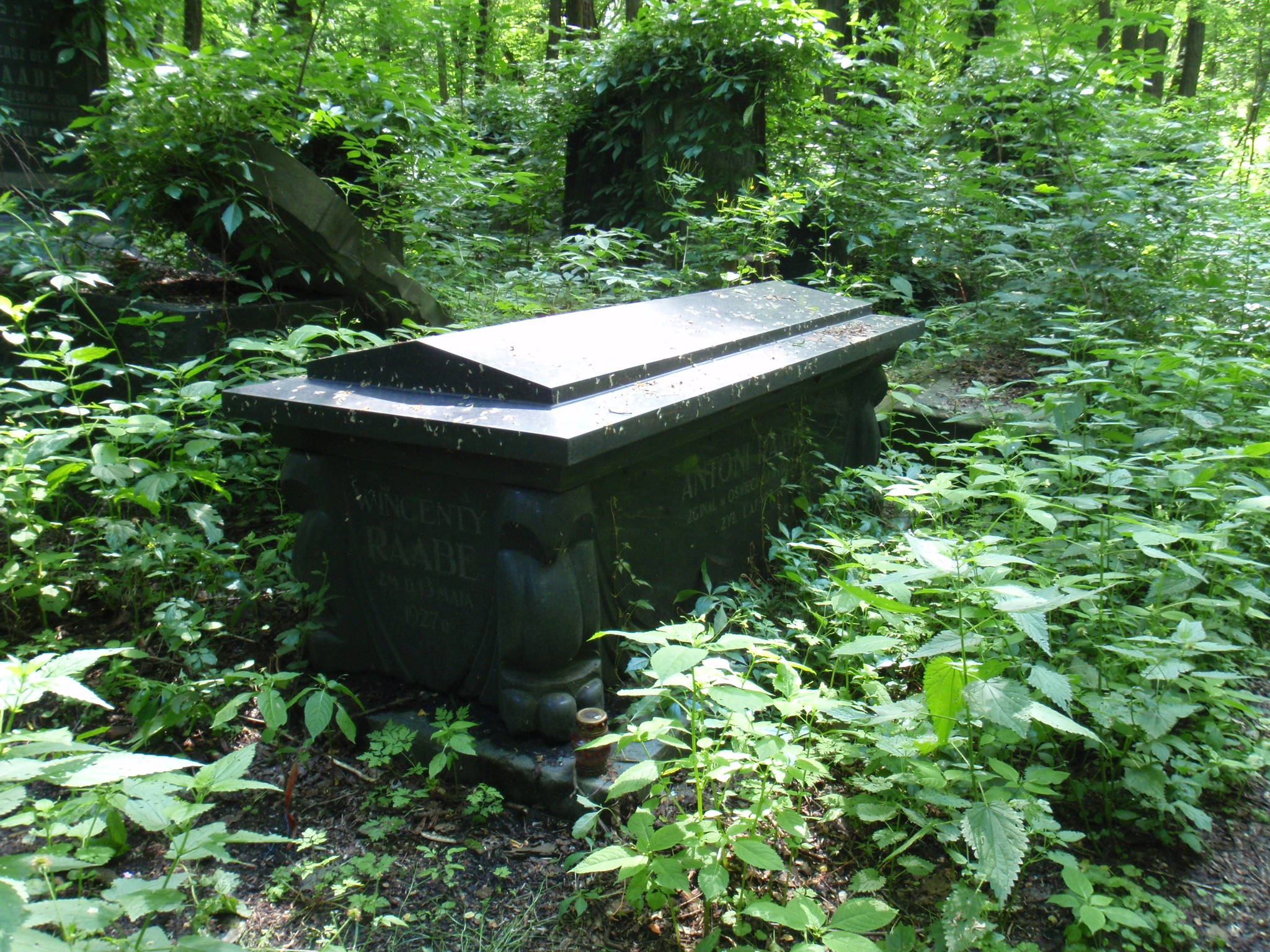
Grób Wincentego Raabe na cmentarzu żydowskim w Warszawie

Wincenty Raabe (ur. 1873, zm. 13 maja 1927 w Warszawie) – polski przedsiębiorca i działacz socjalistyczny żydowskiego pochodzenia.
Urodził się jako syn Hersza Bera fabrykanta branży skórzanej. Bratem Wincentego był Maurycy – filantrop i działacz społeczności kupieckiej.
Wincenty Raabe wstąpił do SDKPiL. Brał udział w Rewolucji 1905 roku. Wydawał książki, między innymi Dzieje Komuny Paryskiej i Historię Rewolucji Francuskiej. Działał w Stowarzyszeniu Pracowników Handlowych. Po wybuchu I wojny światowej został internowany w Hawelbergu jako politycznie podejrzany. Po zakończeniu wojny powrócił do Polski i prowadził działalność handlową. Od 1920 roku działał Wydziale zagranicznym KC KPRP w Sopocie.
Jest pochowany na cmentarzu żydowskim przy ulicy Okopowej w Warszawie (kwatera 31, rząd 8). Autorem jego nagrobka jest Abraham Ostrzega.